# Гаатон
Гаатон (ивр. נחל געתון‎, нахаль-гаатон) — река (ручей) в Израиле, в западной Галилее, впадающая в Средиземное море в городе Нагария.
Площадь водосборного бассейна — 37 км², длина — 19 км.
Река начинается у подножия гор Эгер и Бетах, на западе мошава Маона, после чего течёт на запад и впадает в Средиземное море. Город Нагария назван в честь этой реки («нахар» на иврите — «река»). В русле есть много источников, отчего на некоторых отрезках вода есть круглый год.
Верхнее (или среднее) течение реки арабы называли раньше «вади-эль-уюн» — «ручей источников» — из-за обилия источников, действовавших круглый год. Из-за откачки воды из водоносных горизонтов, расход воды всех источников убывает с годами. С 1950-х годов вода многих источников также отводится для снабжения местных населённых пунктов.